# 中南大学航空航天学院
2009年6月28日，中南大学整合信息科学与工程学院、机电工程学院、材料科学与工程学院、粉末冶金研究院等学院的相关优势学科组建航空航天学院。

## 学院机构
学院设有3个教学系，以及1个研究所。

### 系
- 探测制导与控制系
- 航空航天材料系
- 航空航天工程系

### 研究所
- 飞机起落系统研究所